# Anne-Sylvie Mouzon
Pour les articles homonymes, voir Mouzon.
Anne-Sylvie Mouzon (née le 10 mai 1956 à Stanleyville (actuelle Kisangani) au Congo, et morte le 10 septembre 2013 )  est une femme politique belge et députée francophone bruxelloise sous la bannière du PS. Licenciée en droit de l'université libre de Bruxelles, Anne-Sylvie Mouzon était chef du groupe PS au parlement de la Commission Communautaire française de Bruxelles depuis 2004. Elle meurt le 10 septembre 2013 à l’âge de 57 ans des suites d’un cancer.
Elle est  :
- Membre du parlement de la Région de Bruxelles-Capitale
- Membre du parlement francophone bruxellois
- Présidente du groupe PS du parlement francophone bruxellois
- Présidente du CPAS de Saint-Josse-ten-Noode
- Conseillère communale à Saint-Josse-ten-Noode
- Vice-présidente du Holding Communal

## Décoration
- Officier de l'ordre de Léopold (2009)[3]